# Grundviken
Grundviken är en sjö i Piteå kommun i Norrbotten och ingår i Rokån-Jävreåns kustområde. Sjön har en area på 0,0632 kvadratkilometer och ligger 2 meter över havet.

## Delavrinningsområde
Grundviken ingår i det delavrinningsområde (725034-176456) som SMHI kallar för Rinner mot Yttrefjärden. Medelhöjden är 19 meter över havet och ytan är 10,43 kvadratkilometer. Det finns inga avrinningsområden uppströms utan avrinningsområdet är högsta punkten. Avrinningsområdets utflöde mynnar i havet, utan att ha någon enskild mynningsplats. Avrinningsområdet består mestadels av skog (70 procent). Avrinningsområdet har 0,06 kvadratkilometer vattenytor vilket ger det en sjöprocent på 0,6 procent.